# Cornelia Denz
Cornelia Denz (* 23. Mai 1963 in Frankfurt am Main) ist eine deutsche Physikerin und Professorin an der Universität Münster. Sie arbeitet mit strukturiertem Licht, das sie in der nichtlinearen Optik, Bio- und Nanophotonik einsetzt. Seit dem 1. Mai 2022 ist Denz Präsidentin der Physikalisch-Technischen Bundesanstalt in Braunschweig.

## Leben und Wirken
Cornelia Denz wuchs in Frankfurt am Main auf und studierte ab 1982 Physik an der Technischen Hochschule (heute Technische Universität) Darmstadt, wo sie 1988 ihr Diplom mit einer Arbeit in nichtlinearer Optik (Zwei- und Vier-Wellen-Mischung) erwarb und 1992 über optische Datenspeicherung und Realisierung optischer neuronaler Netze bei Theo Tschudi promoviert wurde. Dazwischen war sie von 1990 bis 1991 am Institut d’Optique Théorique et Appliquée in Orsay tätig. Ab 1993 leitete sie an der TH Darmstadt die Arbeitsgruppe Photorefraktive Optik. 1999 wurde sie in Experimentalphysik mit einer Arbeit zur Strukturbildung in der nichtlinearen Optik habilitiert. Im Jahr 2001 folgte sie einem Ruf an die Westfälische Wilhelms-Universität (WWU) Münster. Dort hatte sie seit 2003 den Lehrstuhl Angewandte Physik(später Experimentalphysik) inne. Seit 2004 war sie außerdem Direktorin des Instituts für Angewandte Physik. Seit 2016 hatte sie eine weitere Denomination in Geschlechterforschung in der Physik inne.
Von 2006 bis 2011 war sie Sprecherin des Center for Nonlinear Science der Westfälischen Wilhelms-Universität Münster.
Zur Förderung von MINT-Themen im Schulbereich gründete sie 2007 Münsters Experimentierlabor (MExLab) Physik – ein forschungsnahes Schülerlabor, und 2012 gründete sie das universitätsweite Schülerlabor MExLab (Münsters Experimentierlabor) ExperiMINTe, dessen wissenschaftliche Leitung sie gemeinsam mit Angela Schwering vom Institut für Geoinformatik der WWU Münster innehat.
Cornelia Denz leitet die Arbeitsgruppe Nichtlineare Photonik. Von 2010 bis 2016 war sie Prorektorin für Internationales und Wissenschaftlichen Nachwuchs der Westfälischen Wilhelms-Universität Münster.
Am 1. Mai 2022 wurde sie zur Präsidentin der Physikalisch-Technischen Bundesanstalt ernannt.
Denz ist verheiratet und hat zwei Söhne.

## Forschungsschwerpunkte
Der Arbeitsschwerpunkt von Cornelia Denz ist die Nutzung moderner optischer, insbesondere holographischer Verfahren zur Strukturierung von Licht und Materie. Diese Methoden wendet sie in der optischen Datenspeicherung und der integrierten optischen Informationsverarbeitung, zur Erzeugung neuer mikro- und nanostrukturierter Materialien, zur Untersuchung von lebenden Zellen und zur Kontrolle von Tropfen in Westentaschenlaboren an.
Cornelia Denz entwickelte in den 90er Jahren mit der Phasenkodierung ein kompaktes holographisches Datenspeicherverfahren. Die Daten werden lediglich in der Phase moduliert in einem Hologramm abgelegt, wo sie parallel ausgelesen werden können und so hohe Datenübertragungsraten und direkte optische Bildverarbeitung ermöglichen. Das Verfahren bietet eine direkte Verschlüsselung der Daten ebenso wie die Nutzung als Assoziativspeicher.
Seit 2001 entwickelt Cornelia Denz Methoden zur Erzeugung räumlicher photonischer Kristalle. Mit der Technik der optischen Induktion in photorefraktiven Materialien gelang ihr die Herstellung von Quasikristallen, dreidimensionalen Kristallen mit Spiralstrukturen sowie von definierten Defekten in Kristallen. Sie konnte zeigen, dass die Lichtpropagation in diesen Materialien zu nichtlinearen optischen Solitonen oder räumlicher optischer Anderson-Lokalisierung führt, oder Quantenphänomene wie Klein-Tunneln oder Rabi-Oszillationen in die Optik überträgt. Mit der Methode des direkten subtraktiven Laserstrahlschreibens mit Femtosekunden Kurzpulslasern konnte sie integriert-optische photonische Chips und optische zweidimensionale Festkörpermaterialien („photonic graphene“) herstellen und deren Bandstruktur optisch untersuchen.
Ein weiterer Schwerpunkt ihrer Arbeiten ist seit 2008 die Nutzung komplex strukturierter Lichtfelder. Damit erreicht Cornelia Denz die Kontrolle von Licht in all seinen Eigenschaften, wobei die Erzeugung von Drehimpulsen in Phase und Polarisation des Lichts einen Schwerpunkt darstellt. Sie setzt diese Methoden zur Erzeugung und Untersuchung künstlicher Nano- und Mikromaterialien durch Zwei-Photonen-Lithographie ein. 2021 realisierte sie ein komplexes Lichtfeld („Hopfion“) in Form einer Hopf-Faserung, die mathematisch aus der Projektion aus dem vierdimensionalen Raum in den dreidimensionalen Raum erzeugt werden kann. Neben der Demonstration einer Simulation einer Struktur in vier Dimensionen in drei Dimensionen mit Licht (mit potentiellen weiteren Anwendungen eventuell mit anderen mathematischen Modellen) wurde so auch eine „teilchenartige“ dreidimensionale topologische Struktur realisiert. Hopfionen als topologische Texturen (ähnlich Skyrmionen) von Feldern wurden zuvor schon in vielen Bereichen der Physik vorhergesagt oder diskutiert (von magnetischen Festkörperstrukturen, Ferroelektrika, in der Kosmologie und Magnetohydrodynamik), aber bis dahin nicht nachgewiesen. Hier wurden sie künstlich erzeugt. Bei der Realisierung wurden zwei Laser und räumliche Modulation des Lichts mit Hilfe von Flüssigkristallen benutzt. Die topologische Textur wird in die Phasen- und Polarisationsstruktur des Lichtfelds übertragen.
Neben der Anwendung dieser Lichtfelder zur Assemblierung von Partikeln auf der Mikro- und Nanoskala durch holographische optische Pinzetten initiierte Cornelia Denz auch neue Verfahren in der Optofluidik zur Manipulation absorbierender fester oder fluider Partikel. Die Nutzung von optischen Pinzetten in Kombination mit digitalholographischen Methoden und Methoden der Partikelverfolgung in der biomedizinischen Forschung führte zur Beobachtung von Zelldynamik in drei Dimensionen, zur zeitaufgelösten Untersuchung des Blutflusses in vaskulären Erkrankungen und zur Analyse von Infektionen und Entzündungen. Das von ihr entwickelte Verfahren eines nichtlinearen dynamischen Phasenkontrastverfahrens zur Partikelverfolgung und zur Analyse von Zelldynamik ist patentiert.
Seit 2016 untersucht Cornelia Denz in ihrer Professur zur Geschlechterforschung in der Physik die Ursachen für den geringen Frauenanteil in der Physik und fördert das Interesse von Mädchen an der Physik. In den 1990er Jahren initiierte sie eine Wanderausstellung zum Thema Frauen in der Physik, die zuerst 1993 an der TH Darmstadt gezeigt wurde. Als Autorin war sie mitverantwortlich für die Herausgabe des Buches „Einsteins Kolleginnen“. Sie war Organisatorin der Deutschen Physikerinnentagung 2009.
Cornelia Denz ist Mitglied im Kuratorium der Volkswagenstiftung, des GSI Helmholtz-Zentrums Gesellschaft für Schwerionenforschung, des wissenschaftlichen Beirats des Leibniz-Instituts für photonische Technologien, des Fraunhofer-Instituts für Optronik, Systemtechnik und Bildauswertung, sowie ehemals der Physikalisch-Technischen Bundesanstalt.

## Ehrungen und Auszeichnungen
- 1993: Lise-Meitner-Preis des Landes Hessen für ihre Dissertation
- 1999: Wissenschaftspreis der Adolf-Messer-Stiftung für die Entwicklung eines dynamischen Phasenkontrastmikroskops
- 2003: Frauenförderpreis der Universität Münster für ihr Engagement zur Förderung des Interesses von Mädchen in der Physik
- 2007: Fellow der Optical Society of America
- 2009: Fellow der European Optical Society
- 2012: Professorin des Jahres in der Kategorie Naturwissenschaften und Medizin, jährlicher Wettbewerb der Zeitschrift Unicum.[12]
- 2014: Mitglied der Nordrhein-Westfälischen Akademie der Wissenschaften[13]
- 2024: Mitglied der Deutschen Akademie der Technikwissenschaften

## Schriften
- Optical neural networks, Vieweg 1998, ISBN 3-528-06462-5.
- Volumenhologramme – Datenspeicher der Zukunft, Physikalische Blätter, Bd. 55, 1999, Nr. 4, Online, PDF-Datei.
- Optische Speicherung mit photorefraktiven Materialien, Spektrum, Dossier Laser, 1998.
- Räumliche optische Solitonen – Licht steuert Licht, Physik Journal 2, 2003, 10, S. 33–39.
- Transverse-Pattern Formation in Photorefractive Optics, Springer Tracts in Modern Physics 188 (2003).
- mit Annette Vogt: Einsteins Kolleginnen – Physikerinnen gestern & heute, Kompetenzzentrum Technik – Diversity – Chancengleichheit, Bielefeld 2005, ISBN 978-3-933476-08-1, S. 13/14 (Volltext online).
- Nonlinearities in Periodic Structures and Metamaterials, Springer Series in Optical Sciences 150, 2009.
- Licht im Schneckentempo – Langsames Licht in dispersiven Medien, Physik in unserer Zeit 42, 2011, S. 185–191.
- Effektive Lichtverstärker – Verbundpolymere für holographische Anwendungen, Laborpraxis Juni, 2012, S. 20–22.
- Light Fields Can Tailor the Microscopic World, Opt. Photonik 7, 2012, S. 47–52.
- Der Beginn einer Erfolgsgeschichte: Vor 50 Jahren schlug die Geburtsstunde der nichtlinearen Optik, Physik Journal 11, 2012, S. 31–35.
- mit Annika Kruse: Philosophie und Physik am außerschulischen Lernort: Konzepte zur Natur der Naturwissenschaften an Schule und Hochschule, Springer Spektrum 2016.
- mit Deborah Duchardt, Andrea B. Bossmann (Herausgeberinnen): Vielfältige Physik - Wissenschaftlerinnen schreiben über ihre Forschung, Springer Spektrum 2019.
- Photonik – Von der klassischen Optik zur Zukunft des Lichts, in: Deborah Duchardt, Andrea B. Bossmann, Cornelia Denz (Herausgeberinnen): Vielfältige Physik - Wissenschaftlerinnen schreiben über ihre Forschung, Springer Spektrum 2019, S. 197–206.
- mit Ramon Runde: Licht bewegt – Nobelpreiskomitee würdigt Entwicklung optischer Pinzetten, PHYSIKonkret Nr. 35, Dezember 2019, Deutsche Physikalische Gesellschaft, Volltext online.
- mit Alessandro Zannotti: Maßgeschneiderte Lichtstrahlen ohne Beugung. Physik in unserer Zeit 6, 2020, S. 66.